# Stranda, Møre og Romsdal
Stranda är en tätort i Stranda kommun i Møre og Romsdal fylke i västra Norge. Orten utgör kommunens centralort och största tätort.